# The Pointer Sisters
The Pointer Sisters (Зе По́йнтер Си́стерз, досл. сёстры Пойнтер) — американская женская вокальная группа, известная по таким хитам 1970—80-х годов, как «I’m So Excited», «Automatic», «Slow Hand», «He’s So Shy». Группа начинала свою карьеру в начале 1970-х годов как квартет из четырёх сестёр. В 1977 году Бонни покинула группу, чтобы начать сольную карьеру, и сёстры продолжили как трио. Группа три раза становилась обладателем «Грэмми» — в 1974 году за лучший вокал в стиле кантри в исполнении дуэта или группы, и потом в 1985 году сразу два раза — за лучший поп-вокал в исполнении дуэта или группы и за лучшую аранжировку для двух или более голосов.

## Состав
Текущий состав
- Рут Пойнтер[англ.] (род. 1946, в группе 1972 — наст. время)
- Исса Пойнтер[англ.] (дочь Рут[2], род. 1978; в группе 2002—2009; 2011 — наст. время)
- Садако Пойнтер[англ.] (внучка Рут[1], род. 1984, в группе 2009 — наст. время)

Бывшие участницы
- Анита Пойнтер[англ.] (1948—2022; в группе 1969—2015)
- Бонни Пойнтер[англ.] (1950—2020, в группе 1969—1977; ушла из группы, чтобы начать сольную карьеру[2])
- Джун Пойнтер[англ.] (1953—2006, в группе 1969—2002; умерла от рака[2])

## Трейлер GTA VI
6 мая 2025 года Rockstar Games выпустили второй трейлер ожидаемой на 2026 год игры Grand Theft Auto VI, где была использована песня группы «Hot Together», которая обрела вторую волну популярности благодаря этому трейлеру.

## Дискография
См. «The Pointer Sisters discography» в англ. разделе.
- 1973 — The Pointer Sisters
- 1974 — That’s a Plenty
- 1975 — Steppin’
- 1977 — Having a Party
- 1978 — Energy
- 1979 — Priority
- 1980 — Special Things
- 1981 — Black & White
- 1982 — So Excited!
- 1983 — Break Out
- 1985 — Contact
- 1986 — Hot Together
- 1988 — Serious Slammin’
- 1990 — Right Rhythm
- 1993 — Only Sisters Can Do That